# Carel de Vogelaer

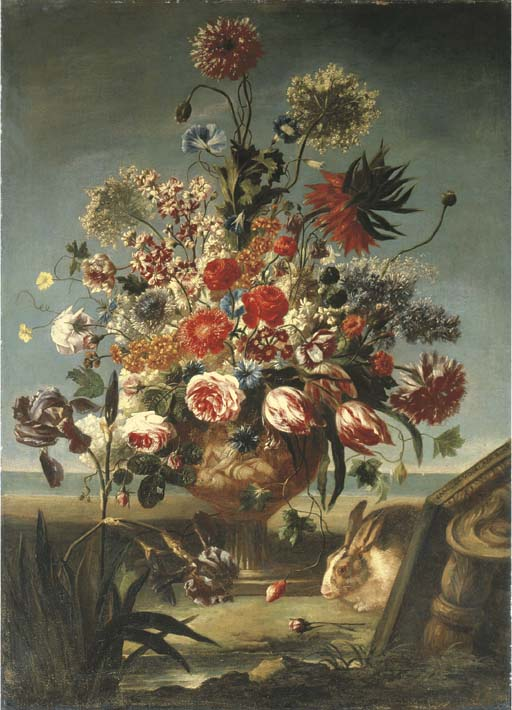
Flores en un jarrón, con conejo.

Karel van Vogelaer o Carel de Vogelaer, apodado Distelbloem ( flor de cardo ) (Maastricht, 1653-Roma, 8 de agosto de 1695) fue un pintor de bodegones neerlandés, activo principalmente en Italia, donde se le conocía como Carlo dei Fiori. Se hizo un nombre con sus elaboradas pinturas de flores barrocas, a menudo con figuras pintadas por otros artistas. 

## Biografía
Vogelaer nació en Maastricht, hijo de Pieter de Vogelaer, que también era artista. A partir de 1668 viajó por Francia donde visitó Lyon. Más tarde, alrededor de 1671, se trasladó a Roma. Se le menciona por primera vez en 1675 en los registros de los Bentvueghels, la sociedad de artistas flamencos y holandeses que trabajaban en Roma. Cuando se unió a los Bentvueghels tomó el apodo de 'Distelbloem', que significa "flor de cardo". El cardo está incorporado en muchas de sus pinturas como firma codificada. Otro apodo con el que se le conocía en Italia era Carlo dei Fiori por sus pinturas de flores. Otras fuentes lo llaman Carlo Vogel.

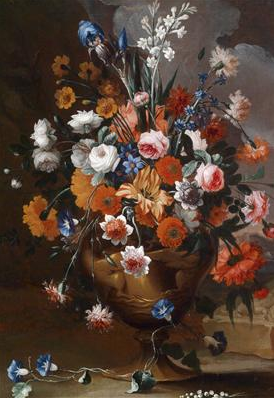
Ramo de flores

Se formó o trabajó en el estudio de Carlo Maratta, que tuvo una gran influencia en su trabajo. Según Pascoli, disfrutó de un éxito inmediato en Roma y fue patrocinado por muchos de los coleccionistas más adinerados de la ciudad, como Francesco Montioni, el marqués Niccolò Maria Pallavicini, el Abate Paolucci y Giambattista Cefalassi.  Sus mejores amigos eran Luigi Garzi, Gaulli y Maratta y más tarde Franz Werner Tamm de Hamburgo, con quien colaboraba a menudo. Se dice que también recibió órdenes de Arcangelo Corelli y el Contestabile Colonna.
En Roma, Carel de Vogelaer compartió casa con su compañero pintor flamenco Anthoni Schoonjans en la Vía Margutta a mediados de la década de 1680. En 1686 se había trasladado a la Via del Babuino.  

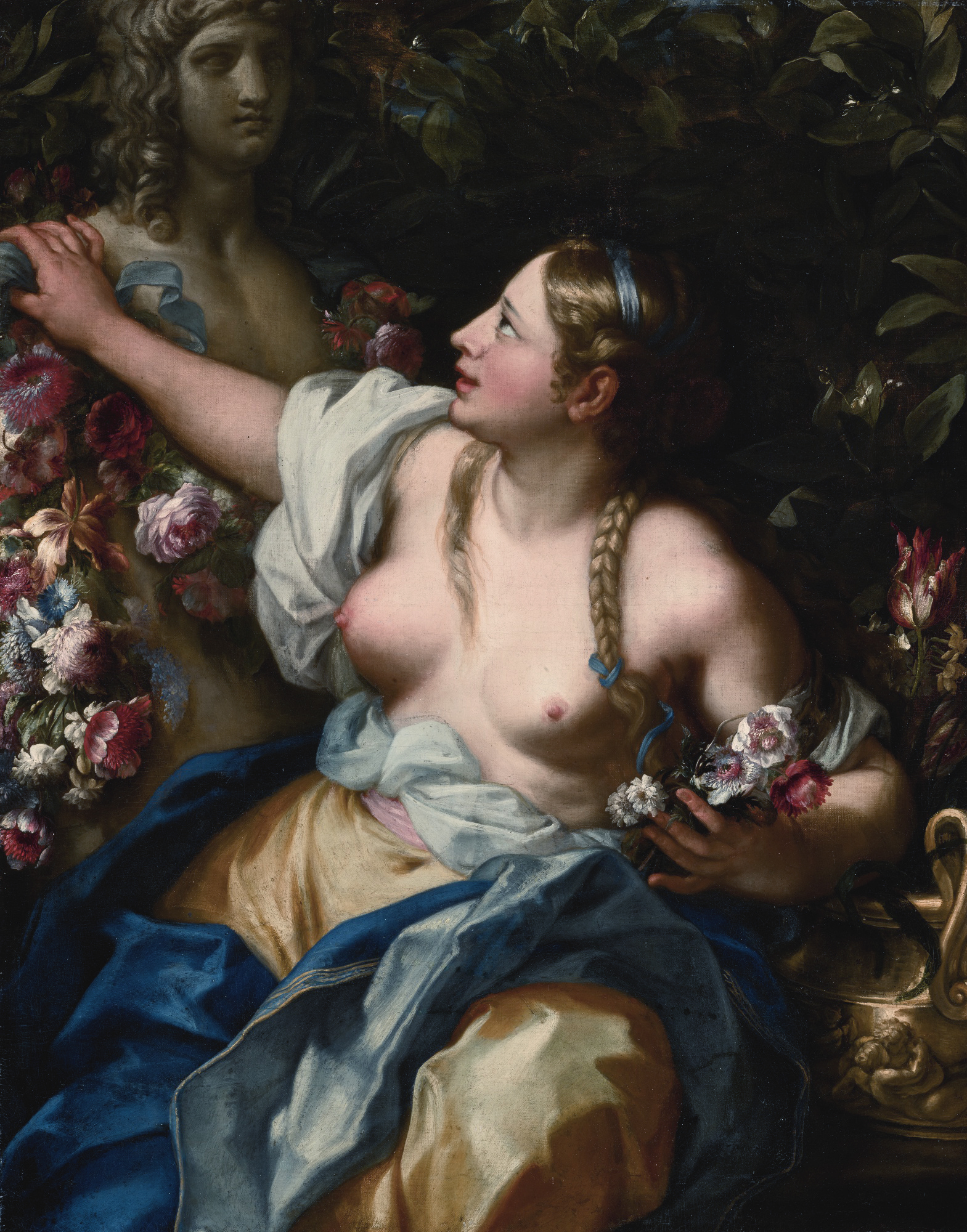
Retrato de una mujer joven como Flora, figura de Carlo Maratta.

Vogelaer creó muchas obras junto con otros artistas conocidos de los que también era amigo, como Carlo Maratta, Luigi Garzi, Giovanni Battista Gaulli, Anthoni Schoonjans, Filippo Lauri y Mario Nuzzi (llamado 'Mario dei Fiori').
Murió en Roma a la edad de 42 años.

## Obra
Carel de Vogelaer es conocido principalmente por sus pinturas de flores. También pintó frutas y motivos de caza, pero no se conoce ninguna de estas obras. Existen pocas obras firmadas. 
Sus numerosas y queridas pinturas de flores todavía gozan de una gran reputación. En ellas se puede apreciar su delicadeza y minuciosidad en la ejecución de sus arreglos de flores de numerosos tipos en forma y color, perfectamente dibujados y con tanta precisión que el ojo queda atrapado. Presentan contornos claramente definidos y colores brillantes en varios tamaños y en un entorno natural, sostenidos por jarrones exactamente pintados o humildes urnas. Son piezas muy decorativas.